# ابیویروتسوارام
ابیویروتسوارام (به لاتین: Abivirutheeswaram) در هند با جمعیت ۱٬۲۹۵ نفر است که در تامیل نادو واقع شده‌است.